# William Kennedy Dickson
William Kennedy Laurie Dickson (Le Minihic-sur-Rance, França; 1860 – Twickenham, Regne Unit; 1935) director cinematogràfic, fotògraf i enginyer brito-francès. És considerat com un dels pares del cinema.
Va créixer a Anglaterra però, quan va aconseguir la maduresa, va viatjar als Estats Units per buscar fortuna amb la companyia de Thomas Edison. Dickson va abandonar Thomas Edison l’any 1895 i es va posar a treballar amb una familia d’inventors, Woodville Latham i els seus fills Otway i Gray, que havien rodat una pel·lícula sobre boxa a l'estudi d’Edison l’any 1894 i la volien projectar. Tots junts van elaborar L'Eidoloscopi.
Dickson era un fotògraf aficionat i havia seguit el treball de diversos pioners en la cerca del que després hauria de ser el cinema. Durant la seva ocupació en el laboratori de Thomas Alva Edison, en Menlo Park, Dickson va tenir l'oportunitat d'investigar les maneres de registrar el moviment en la pel·lícula fotogràfica, inspirant-se al principi, en mètodes similars a la forma en què el fonògraf d'Edison gravava el so. Els primers esforços van involucrar un tambor que girava il·luminat per una llum wilis. 
Va ser capaç, en 1890, de crear una càmera i un visor que utilitzaven tires llargues de pel·lícula per capturar el moviment en marcs individuals. En 1891, Edison va arxivar una patent per a l'invent que, fet i fet, va rebre el nom de Kinetoscopi.
A mitjan dècada de 1890, els salons amb Kinetoscopis es van tornar un entreteniment popular mitjançant el qual els nord-americans van conèixer per primera vegada les pel·lícules amb moviment. Dickson va començar treballant en un projector perquè poguessin mostrar-se les pel·lícules al mateix temps per a grans grups de gent.
Després de separar-se d'Edison, va fundar la seva pròpia companyia i va crear una càmera juntament amb el sistema projector. La companyia, denominada American Mutoscope and Biograph Company, va llançar les seves pròpies pel·lícules i en el futur es va convertir en un dels més grans estudis de cinema del seu temps.
Dickson va tornar a Londres en 1897 i, després de viatjar i rodar pel·lícules durant diversos anys, va abandonar la indústria cinematogràfica per convertir-se en enginyer elèctric.
Finalment, va morir l’any 1935.

## L’Eidoloscopi
L'Eidoloscopi va ser un gran invent per al desenvolupament de la història del cinema. Aquest és una càmera creada per William Kennedy-Laurie Dickson, junt amb la familia Woodville Latham i Eugène Augustin Lauste, que també havia treballat amb Edison anteriorment.
Aquesta càmera va ser presentada públicament per primera vegada l'abril de 1895 i feia les funcions conjuntes de filmar i projectar. Seguia les mateixes funcions del Kinetoscopi d’il·luminar breument cada fotograma; així doncs, les pel·lícules quedaven molt fosques i amb poca definició tot i que fossin de 70mm. D’aquesta manera, L’Eidoloscopi emetia successions d'imatges sense intermitències en una paret o pantalla, la qual cosa permetia que fossin vistes al mateix temps per una gran quantitat de públic, cosa que no s’havia aconseguit amb anteriors sistemes de projecció d'imatges.
L'eidoloscopi també va ser un precursor dels formats de projecció de pantalla ampla.
La primera producció de The Lambda Company (companyia fundada per Woodville Latham i els seus fills, Otway i Gray, junt amb William Kennedy-Laurie Dickson i Eugène Augustin Lauste) utilitzant l'Eidoloscopi va ser el combat que van disputar el 4 de maig de 1895 en el Madison Square Garden de Nova York el boxador australià Albert Griffiths, millor conegut com a “Young Griffo”, i “Battling” Charles Barnett. El combat va tenir quatre assalts d'un minut i mig de durada; entre els rounds hi havia mig minut de descans i els vuit minuts de l'acció van ser rodats sense interrupció.

## Algunes publicacions
- The Biograph in Battle (T. Fisher Unwin, London 1901). (reimprès Flics Books, UK, 1995).
- History of the Kinetograph, Kinetoscope, and Kinetophonograph (MOMA Publications 2000 ISBN 978-0-87070-038-5 Facsimile of Dickson's own copy of his book published in 1895)
- An Authentic Life of Edison. The Life and Inventions of Thomas Alva Edison. (with Antonia Dickson, 8 volumes. New-York. Thomas I. Crowell & Co. 1894)[1]